# De la Planta
De la Planta fue un sello discográfico uruguayo creado en 1969, en el cual grabaron importantes integrantes del floreciente movimiento del rock uruguayo de principios de la década de los 70.

## Historia
El sello se fundó en el año 1969, por iniciativa de Coyo Abuchalja —guitarrista de la banda Los Delfines— y Carlos Píriz. Este último se había desempeñado como técnico de sonido en un ciclo denominado Conciertos Beat realizado en Montevideo durante 1967 y parte de 1968 y había, asimismo, trabajado como técnico en la grabación de playbacks para el programa televisivo uruguayo Discodromo.
La idea inicial fue brindar soporte a artistas uruguayos que no tenían demasiadas posibilidades de grabar o, cuando las tenían, lo hacían en muy malas condiciones. En Uruguay se trabajaba con grabadores de uno o dos canales mientras que en Argentina ya se había difundido el uso del grabador de cuatro; por otra parte, los discos habitualmente se cortaban mal y las compañías pagaban fotos de mala calidad. Abuchalja y Píriz pretendían brindar al músico, además de una buena infraestructura de grabación, cierto respaldo a nivel de difusión y publicidad.
A principios de la década de 1970 Píriz fue contratado por Estudios Ion en Argentina y el dueño les otorgó facilidades para grabar allí los discos producidos por De la Planta, lo que significaba, sobre todo, el acceso a una grabadora de cuatro pistas.
Durante 1974, ante la difícil situación política en los países del Cono Sur, el exilio o disolución de varias de las bandas que grababan con el sello y problemas con Fimasa —fábrica en la que el sello prensaba sus discos— De la Planta se disolvió y su catálogo pasó a ser propiedad del sello Clave. Este último fue posteriormente, al igual que otros sellos pequeños, comprado por Sondor.

## Artistas
Con De la Planta grabaron artistas y grupos como El Kinto, Eduardo Mateo, Diane Denoir, Totem, Opus Alfa, Sexteto Electrónico Moderno y Días de Blues.